# Chiesa di Santa Maria di Gesù (Termini Imerese)
La chiesa di Santa Maria di Gesù, detta "la Gancia", è una chiesa di origine tardo-quattrocentesca di Termini Imerese, nella città metropolitana di Palermo.
L'edificio fu costruito nel 1472 insieme al convento dei padri minori osservanti, approvato da papa Sisto IV, al di fuori delle mura cittadine, in un'area di proprietà della famiglia Bruno. Originariamente si presentava a due navate, la centrale e la destra, mentre a sinistra si addossava alla navata centrale il chiostro del convento.
Nel 1747 la chiesa fu ampliata e il convento fu ingrandito. Dopo la soppressione degli ordini religiosi, nel 1866 il convento venne adibito a caserma dei carabinieri e la chiesa fu utilizzata dal comune come deposito. Nel 1903 la chiesa venne riaffidata ai frati, che costruirono ambienti addossati al fianco della chiesa come nuovo convento.

## Descrizione
Attualmente la chiesa si presenta a navata unica, coperta da una volta a botte, con altari laterali inquadrati da archi su paraste.
Ai lati dell'altar maggiore sono presenti due dipinti: uno su tela rappresenta San Giorgio che uccide il drago, opera di Niccolò da Voltri (1385-1417); l'altro su tavola, raffigura Sant'Egidio Abate ed è opera cinquecentesca di autore ignoto. A destra si trova una statua lignea seicentesca della Vergine Immacolata, di autore ignoto, e a sinistra una statua marmorea cinquecentesca, raffigurante Santa Maria di Gesù e attribuita a Giorgio da Milano. La statua lignea dell'Ecce Homo, di scultore siciliano seicentesco, che in passato era portata in processione per le vie cittadine.
Nella chiesa sono inoltre ospitati:
- un altorilievo marmoreo con la Pietà, attribuito a Domenico Gagini e datato all'anno 1480 (cappella del Crocifisso)
- un dipinto su ardesia cinquecentesco raffigurante Santa Margherita d'Antiochia di Pisidia;
- un dipinto a fresco raffigurante La Vergine con il Cristo morto tra le braccia;
- statua lignea di San Francesco di Assisi (cappella della Riconciliazione);
- statue lignee di San Paolino da Nola, tardo ottocentesca, di San Pasquale Baylon, settecentesca, e di Sant'Antonio di Padova, seicentesca, tutte di scultore ignoto siciliano
- olio su tela raffigurante San Francesco che riceve le stimmate, opera di Vincenzo D'Oria della prima metà del Seicento;
- statua lignea di San Rocco della scuola del De Leo

La vetrata del rosone è opera di padre Alberto Farina.
L'organo elettronico a canne è opera della ditta Tamburini.
All'esterno sorge un monumento in bronzo con San Francesco e il lupo, opera dello scultore Alessandro Manzo, che sorge su una base opera dell'architetto Piero Ricotta.

## Feste
- Festa di San Francesco d'Assisi: la festa si apre il 17 settembre (celebrazione delle Stimmate), prosegue con novena e triduo e si conclude con la processione delle statue di San Francesco e di Santa Chiara del 4 ottobre.
- Triduo di Santa Elisabetta d'Ungheria, patrona del Terzo ordine francescano, con la distribuzione dei "panini benedetti".
- Messa solenne in onore di San Biagio e benedizione della gola, con distribuzione di panini benedetti.
- Triduo a "Santa Maria del Gesù", patrona principale della città e titolare della chiesa, alla fine di maggio e triduo di Santa Rita da Cascia, con la "benedizione delle rose", il 22 maggio.